# The Unraveling (EP)
The Unraveling ("O Desvendamento"; estilizado como THE UNRAVELING) é o terceiro EP da banda japonesa Dir en grey, lançado em 3 de abril de 2013. em 3 de abril de 2013. Foi lançado como um CD, como uma edição limitada inicial de luxo com vídeos extras e como uma versão de luxo limitada exclusiva para pré venda com um pacote digital de luxo com um CD bônus e um DVD com mais imagens extras.
O CD bônus inclui uma regravação de "Macabre", do álbum de mesmo nome de 2000 e "The Final", do Withering to death.. Há também versões acústicas de "The Final" e da faixa-título. As imagens extras no DVD trazem versões de uma tomada só de "Rinkaku" e "Kiri to Mayu", trechos do show deles em 25 de dezembro de 2012 e uma entrevista com o engenheiro de som Tue Madsen.
A embalagem do CD traz artes do artista e escultor Yasuyuki Nishio e novas estilizações do nome da banda. Fora a faixa título, todas as outras canções são regravações rearranjadas de lançamentos anteriores da banda.
O EP estreou na 3ª posição da parada semanal da Oricon.

## Faixas
Todas as letras escritas por Kyo, todas as músicas compostas por Dir en grey.
| Disco um |                                                    |         |  |
| N.º      | Título                                             | Duração |  |
| 1.       | "Unraveling"                                       | 4:42    |  |
| 2.       | "Karma" (業; "Karma", do álbum Kaede: If Trans...) | 3:43    |  |
| 3.       | "Kasumi" (かすみ; "Neblina", do álbum Vulgar)      | 4:09    |  |
| 4.       | "Karasu" (鴉; "Corvo", do álbum Kisou)             | 5:36    |  |
| 5.       | "Bottom of the Death Valley" (do álbum Kisou)      | 6:25    |  |
| 6.       | "Unknown.Despair.Lost" (do single "Jealous")       | 4:47    |  |
| 7.       | "The Final" (do álbum Withering to death.)         | 4:15    |  |

Todas as letras escritas por Kyo, todas as músicas compostas por Dir en grey.
| Disco dois |                                |         |  |
| N.º        | Título                         | Duração |  |
| 1.         | "Macabre"                      | 16:18   |  |
| 2.         | "Unraveling (versão acústica)" | 5:04    |  |
| 3.         | "The Final (versão acústica)"  | 5:50    |  |

| DVD da versão limitada inicial |                                      |         |  |
| N.º                            | Título                               | Duração |  |
| 1.                             | "The Unraveling (cenas da gravação)" |         |  |

| DVD da versão de luxo limitada exclusiva para pré-venda | |         |  |
| N.º                                                     | Título | Duração |  |
| 1.                                                      | "Rinkaku (gravada em uma tomada)" (輪郭 (gravada em uma tomada))                                              |         |  |
| 2.                                                      | "Kiri to Mayu (gravada em uma tomada)" (霧と繭 (gravada em uma tomada))                                       |         |  |
| 3.                                                      | "Shitataru Mourou (ao vivo)" (滴る朦朧 ao vivo no Tokyo International Forum Hall A em 25 de dezembro de 2012) |         |  |
| 4.                                                      | "Juuyoku [LIVE]" (獣慾 ao vivo no Tokyo International Forum Hall A em 25 de dezembro de 2012)                 |         |  |
| 5.                                                      | "Entrevista sobre o The Unraveling"                                                                           |         |  |
| 6.                                                      | "The Unraveling (cenas da gravação)"                                                                          |         |  |

## Turnê
| Turnês de 2013 - Tabula Rasa - Tabula Rasa (estrangeiro) - Ghoul -mazy- / Ghoul -instinct- - Ghoul (estrangeiro) | |
| --- | --- |
| \| Tour 2013 Tabula Rasa - 5 de abril - Tokyo Dome City Hall (Tokyo) - 11 de abril - Namba Hatch (Osaka) - 12 de abril - Namba Hatch - 14 de abril - Bay5 Square (Kochi) - 18 de abril - Zepp Nagoya (Aichi) - 20 de abril - Kyoto KBS Hall (Kyoto) - 21 de abril - Kyoto KBS Hall - 27 de abril - Kobe International House (Hyogo) - 28 de abril - Kobe International House - 15 de maio - Shinkiba Studio Coast (Tokyo) - 16 de maio - Shinkiba Studio Coast Tour 2013 Ghoul -mazy- - 18 de setembro - Yokohama Blitz (Kanagawa) -｢a knot｣only- - 19 de setembro - Yokohama Blitz - 14 de outubro - Zepp Nagoya - 18 de outubro - Shinkiba Studio Coast - 19 de outubro - Shinkiba Studio Coast - 22 de outubro - Namba Hatch - 24 de outubro - Namba Hatch Tour 2013 Ghoul -instinct- - 24 de setembro - Sendai Rensa (Miyagi) - 26 de setembro - Niigata Lots (Niigata) - 27 de setembro - Niigata Lots - 4 de outubro - Okayama Crazyama Kingdom (Okayama) - 5 de outubro - Okayama Crazyama Kingdom - 8 de outubro - Oita T.O.P.S Bitts Hall (Oita) - 11 de outubro - Kyoto KBS Hall (Kyoto) - 12 de outubro - Kyoto KBS Hall \| Tour 2013 Ghoul (U.S. and Canada) - 3 de novembro - Trees (Dallas, Texas) - 4 de novembro - Scout Bar (Houston, Texas) - 6 de novembro - Center Stage (Atlanta, Georgia) - 8 de novembro - Baltimore Soundstage (Baltimore, Maryland) - 9 de novembro - The Theatre of Living Arts (Philadelphia, Pennsylvania) - 11 de novembro - Irving Plaza (New York, New York) - 12 de novembro - Paradise Rock Club (Boston, Massachusetts) - 13 de novembro - The Opera House (Toronto, Canadá) - 16 de novembro - House of Blues (Chicago, Illinois) - 17 de novembro - The Varsity Theater (Minneapolis, Minnesota) - 19 de novembro - The Bluebird Theatre (Denver, Colorado) - 21 de novembro - Showbox at the Market (Seattle, Washington) - 23 de novembro - The Grand Ballroom at the Regency Center (São Francisco, Califórnia) - 24 de novembro - House of Blues Sunset Strip (West Hollywood, Califórnia) Tour 2013 Tabula Rasa (estrangeiro) - 11 de junho - Live Music Hall (Colônia, Alemanha) - 13 de junho - La Cigale (Paris, França) \| | |
| Tour 2013 Tabula Rasa - 5 de abril - Tokyo Dome City Hall (Tokyo) - 11 de abril - Namba Hatch (Osaka) - 12 de abril - Namba Hatch - 14 de abril - Bay5 Square (Kochi) - 18 de abril - Zepp Nagoya (Aichi) - 20 de abril - Kyoto KBS Hall (Kyoto) - 21 de abril - Kyoto KBS Hall - 27 de abril - Kobe International House (Hyogo) - 28 de abril - Kobe International House - 15 de maio - Shinkiba Studio Coast (Tokyo) - 16 de maio - Shinkiba Studio Coast Tour 2013 Ghoul -mazy- - 18 de setembro - Yokohama Blitz (Kanagawa) -｢a knot｣only- - 19 de setembro - Yokohama Blitz - 14 de outubro - Zepp Nagoya - 18 de outubro - Shinkiba Studio Coast - 19 de outubro - Shinkiba Studio Coast - 22 de outubro - Namba Hatch - 24 de outubro - Namba Hatch Tour 2013 Ghoul -instinct- - 24 de setembro - Sendai Rensa (Miyagi) - 26 de setembro - Niigata Lots (Niigata) - 27 de setembro - Niigata Lots - 4 de outubro - Okayama Crazyama Kingdom (Okayama) - 5 de outubro - Okayama Crazyama Kingdom - 8 de outubro - Oita T.O.P.S Bitts Hall (Oita) - 11 de outubro - Kyoto KBS Hall (Kyoto) - 12 de outubro - Kyoto KBS Hall | Tour 2013 Ghoul (U.S. and Canada) - 3 de novembro - Trees (Dallas, Texas) - 4 de novembro - Scout Bar (Houston, Texas) - 6 de novembro - Center Stage (Atlanta, Georgia) - 8 de novembro - Baltimore Soundstage (Baltimore, Maryland) - 9 de novembro - The Theatre of Living Arts (Philadelphia, Pennsylvania) - 11 de novembro - Irving Plaza (New York, New York) - 12 de novembro - Paradise Rock Club (Boston, Massachusetts) - 13 de novembro - The Opera House (Toronto, Canadá) - 16 de novembro - House of Blues (Chicago, Illinois) - 17 de novembro - The Varsity Theater (Minneapolis, Minnesota) - 19 de novembro - The Bluebird Theatre (Denver, Colorado) - 21 de novembro - Showbox at the Market (Seattle, Washington) - 23 de novembro - The Grand Ballroom at the Regency Center (São Francisco, Califórnia) - 24 de novembro - House of Blues Sunset Strip (West Hollywood, Califórnia) Tour 2013 Tabula Rasa (estrangeiro) - 11 de junho - Live Music Hall (Colônia, Alemanha) - 13 de junho - La Cigale (Paris, França) |

Após o anúncio do EP, em 25 de dezembro, a banda anunciou a "Tour 2013 Tabula Rasa" para promovê-lo. A banda tocou no Ozzfest Japan em 12 de maio e promoveu um show especial para os compradores japoneses da edição limitada de luxo. O show foi denominado "Tabula Rasa -Sanagi no Yume wa Ageha no Hane-" e ocorreu no Shibuya Public Hall. Em junho, a banda tocou no Download Festival e no Nova Rock.
Em julho, a banda anunciou mais uma série de turnês, chamada "Ghoul." A turnê começaria no Japão e continuaria nos Estados Unidos e no Canadá.